# Pilophoropsis brachyptera
Pilophoropsis brachyptera är en insektsart som beskrevs av Bertil Robert Poppius 1914. Pilophoropsis brachyptera ingår i släktet Pilophoropsis och familjen ängsskinnbaggar. Inga underarter finns listade i Catalogue of Life.